# Ґурдвара Банґла-Сагіб
Ґурдвара Банґла-Сагіб (Gurudwara Bangla Sahib) — найвідоміша сикхська ґурдвара (храм) в Делі, відома своїм зв'язком з восьмим сикхським гуру, Гуру Хар Крішаном, та великим ставом усередині комплексу, відомим як «Саровар», води якого вважаються сикхами священними та відомі як «амріта». Ґурдвара була збудована сикхським генералом Сардаром Бхаґелем Сінґхом в 1783 році, разом з дев'ятью іншими сикхськими храмами, збудованими за правління могольського імператора Шаха Алама II. Ґурдвара розташована на території Коннот-Плейс, її легко впізнати за характерним золотим куполом та високим флагштоком.